# Norman Borlaug
Norman Ernest Borlaug (Cresco, EUA, 25 de març de 1914 - Dallas, 12 de setembre de 2009) fou un enginyer agrònom estatunidenc, considerat per molts el pare de l'agricultura moderna i el pare de la revolució verda. Els seus esforços als anys 1960 per a introduir les llavors híbrides a la producció agrícola al Pakistan i l'Índia van evitar que milers de milions de persones morissin de fam. El 1970 fou guardonat amb el Premi Nobel de la Pau.

## Primers anys, educació i família

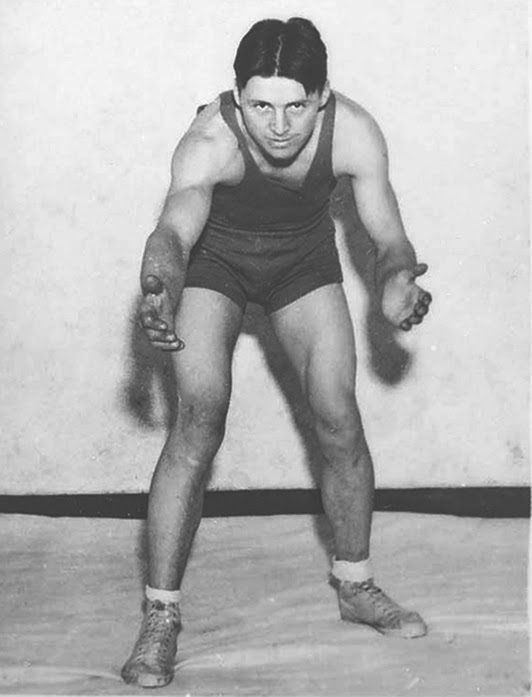
Norman Borlaug lluitant a la Universitat de Minnesota

Borlaug era el besnét dels immigrants noruecs als Estats Units. Ole Olson Dybevig i Solveig Thomasdatter Rinde, de Feios, un petit poble de Vik, Sogn og Fjordane, Noruega, que van emigrar al comtat de Dane, Wisconsin, el 1854. La família finalment es va traslladar a la petita comunitat noruega-americana de Saude, prop de Cresco, Iowa. Allà eren membres de l'Església Luterana Saude, on Norman va ser batejat   i confirmat.
Borlaug va néixer a Henry Oliver (1889–1971) i Clara (Vaala) Borlaug (1888–1972) a la granja dels seus avis a Saude el 1914, el primer de quatre fills. Les seves tres germanes eren Palma Lillian (Behrens; 1916–2004), Charlotte (Culbert; 1919–2012) i Helen (bd 1921). Des dels set als dinou anys, va treballar als  40.000 m2 de la granja familiar a l'oest de Protivin, la pesca, la caça i la cria de blat de moro, civada, timothy, bestiar boví, porcs i gallines. Va anar a l'escola rural d'un professor i una habitació New Oregon al comtat de Howard fins al vuitè grau. Actualment, l'edifici de l'escola, construït el 1865, és propietat de la Norman Borlaug Heritage Foundation com a part del Projecte Borlaug Legacy. A Cresco High School, Borlaug era membre dels equips de futbol, beisbol i lluita; el seu entrenador de lluita lliure, Dave Barthelma, l'animava contínuament a donar el 105%.
Borlaug va atribuir la seva decisió d'abandonar la granja i seguir estudis a l'impuls urgent del seu avi per aprendre: Nels Olson Borlaug (1859–1935) li va dir una vegada: «És més savi omplir-te el cap ara si vols omplir-te la panxa més tard.».

## Formació
Quan Borlaug va sol·licitar l'admissió a la Universitat de Minnesota el 1933, va suspendre l'examen d'ingrés, però va ser acceptat al Col·legi General de recent creació. Després de dos trimestres, es va traslladar al programa forestal de la Facultat d'Agricultura. Com a membre de l'equip de lluita masculina de la Universitat de Minnesota, Borlaug va arribar a les semifinals Big Ten i va promoure l'esport a les escoles secundàries de Minnesota en partits d'exhibició a tot l'estat:
| « | La lluita em va ensenyar algunes lliçons valuoses... Sempre vaig pensar que podia aguantar-me contra els millors del món. Em va fer dur. Moltes vegades, vaig aprofitar aquesta força. Potser és una crossa inadequada, però així és com estic fet. | » |

 Per finançar els seus estudis, Borlaug va suspendre periòdicament la seva educació per obtenir alguns ingressos, com va fer el 1935 com a líder del Cos Civil de Conservació, treballant amb els aturats en projectes federals. Moltes de les persones que treballaven per a ell es morien de gana. Més tard va recordar: «Vaig veure com els canviava el menjar. Tot això em va deixar cicatrius». De 1935 a 1938, abans i després de rebre la seva llicenciatura en ciències forestals el 1937, Borlaug va treballar per al Servei Forestal dels Estats Units a les estacions de Massachusetts i Idaho. Va passar un estiu a la bifurcació del mig del riu Salmon d'Idaho, el paratge salvatge més aïllat de la nació en aquell moment.
En els darrers mesos de la seva formació, Borlaug va assistir a una conferència Sigma Xi a càrrec d’Elvin Charles Stakman, professor i que aviat serà cap del grup de patologia vegetal de la Universitat de Minnesota. L'esdeveniment va ser un estímul per al futur de Borlaug. Stakman, en el seu discurs titulat Aquests petits enemics que destrueixen els nostres cultius alimentaris, va parlar de la manifestació de l'òxid de les plantes, un fong paràsit que s'alimenta de fitonutrients en els cultius de blat, civada i ordi. Stakman havia descobert que els mètodes especials de millora de plantes produïen plantes resistents a l'òxid. La seva investigació va interessar molt a Borlaug, i quan el treball de Borlaug al Servei Forestal va ser eliminat a causa de les retallades pressupostàries, va preguntar a Stakman si havia d'entrar en patologia forestal. Stakman li va aconsellar que es concentrés en la patologia vegetal. Posteriorment es va matricular a la universitat per estudiar patologia vegetal amb Stakman, un dels creadors del programa cooperatiu entre la Secretaria d'Agricultura mexicana i la Fundació Rockefeller, antiga Oficina d'Assumptes Especials. Borlaug va obtenir un màster en ciències el 1940 i un doctorat. en patologia vegetal i genètica el 1942.
Borlaug era membre de la fraternitat Alpha Gamma Rho. Mentre estava a la universitat, va conèixer la seva futura esposa, Margaret Gibson, mentre esperava les taules en una cafeteria a Dinkytown de la universitat, on tots dos treballaven. Es van casar el 1937 i van tenir tres fills, Norma Jean Jeanie Laube, Scotty (que va morir d’espina bífida poc després de néixer) i William; cinc néts, i sis besnéts. El 8 de març de 2007, Margaret Borlaug va morir als 95 anys després d'una caiguda. Feia 69 anys que estaven casats. Borlaug va residir a Dallas els darrers anys de la seva vida, tot i que els seus esforços humanitaris globals el van deixar només unes poques setmanes a l'any per passar-hi.

## Carrera
De 1942 a 1944, Borlaug va treballar com a microbiòleg a DuPont a Wilmington, Delaware. Estava previst que dirigiria investigacions sobre bactericides industrials i agrícoles, fungicides i conservants. No obstant això, arran de l'atac del 7 de desembre de 1941 a Pearl Harbor, Borlaug va intentar allistar-se a l'exèrcit, però va ser rebutjat en virtut de la normativa laboral de guerra; el seu laboratori es va convertir per dur a terme investigacions per a les forces armades dels Estats Units. Un dels seus primers projectes va ser desenvolupar cola que pogués resistir l'aigua salada tèbia del Pacífic Sud. La Marina Imperial Japonesa havia aconseguit el control de l'illa de Guadalcanal, i patrullava el cel i el mar de dia. L'única manera que tenien les forces nord-americanes d'aprovisionar les tropes encallades a l'illa era apropar-se a la nit amb una llanxa ràpida i llançar caixes de conserves i altres subministraments a l'aigua per rentar-les a terra. El problema va ser que la cola que sostenia aquests recipients es va desintegrar en aigua salada. En poques setmanes, Borlaug i els seus col·legues havien desenvolupat un adhesiu que resistia la corrosió, permetent que els aliments i els subministraments arribessin als marines encallats. Altres tasques incloïen el treball amb camuflatge, desinfectants de cantina, DDT per controlar la malària i aïllament per a petits aparells electrònics.
El 1940, l'administració d'Àvila Camacho va prendre possessió a Mèxic. L'objectiu principal de l'administració per a l'agricultura mexicana era augmentar la industrialització i el creixement econòmic de la nació. El vicepresident electe dels Estats Units Henry Wallace, que va ser fonamental per persuadir la Fundació Rockefeller de treballar amb el govern mexicà en el desenvolupament agrícola, va veure que les ambicions d'Àvila Camacho van ser beneficioses per als interessos econòmics i militars dels EUA. La Fundació Rockefeller va contactar amb EC Stakman i dos agrònoms més destacats. Van desenvolupar una proposta per a una nova organització, l'Oficina d'Estudis Especials, com a part del govern mexicà, però dirigida per la Fundació Rockefeller. Havia de comptar amb científics mexicans i nord-americans, centrats en el desenvolupament del sòl, la producció de blat de moro i blat i la patologia vegetal.
Stakman va triar el Dr. Jacob George Dutch Harrar com a líder del projecte. Harrar immediatament es va proposar contractar a Borlaug com a cap del programa cooperatiu d'investigació i producció de blat a Mèxic; Borlaug va declinar, escollint acabar el seu servei de guerra a DuPont. El juliol de 1944, després de rebutjar l'oferta de DuPont de doblar el seu sou i deixar enrere temporalment la seva dona embarassada i la seva filla de 14 mesos, va volar a Ciutat de Mèxic per dirigir el nou programa com a genetista i fitopatòleg.
El 1964, Borlaug va ser nomenat director del Programa Internacional de Millora del Blat a El Batán, Texcoco, a la franja oriental de la Ciutat de Mèxic, com a part del recentment establert Centre Consultiu d'Investigació Agrícola Internacional del Centre Internacional de Millora de Blat i Blat ('Centro Internacional de Mejoramiento de Maíz y Trigo,' o CIMMYT). El finançament d'aquest institut internacional autònom de formació en recerca desenvolupat a partir del Programa Cooperatiu de Producció d'Investigació de Blat es va dur a terme conjuntament per les Fundació Ford i Rockefeller i el govern mexicà.
A més del seu treball en la resistència genètica contra la pèrdua de cultius, Borlaug va considerar que els pesticides, inclòs el DDT, tenien més beneficis que inconvenients per a la humanitat i va defensar públicament el seu ús continuat. Va continuar donant suport a l'ús de pesticides malgrat les greus crítiques públiques que va rebre per això. Borlaug va admirar sobretot l'obra i la personalitat de Rachel Carson, però es va lamentar de la seva Primavera silenciosa, el que va veure com una representació imprecisa dels efectes del DDT.
Borlaug es va retirar oficialment del càrrec el 1979, però es va mantenir com a consultor sènior del CIMMYT. A més d'assumir funcions benèfiques i educatives, va continuar participant en la investigació de plantes al CIMMYT amb blat, triticale, ordi, blat de moro i sorgo d'altitud.
El 1981, Borlaug es va convertir en membre fundador del Consell Mundial de la Cultura.
El 1984, Borlaug va començar a ensenyar i a dur a terme investigacions a la Texas A&M University. Finalment se li va donar el títol de professor distingit d'agricultura internacional a la universitat i el titular de la Càtedra Eugene Butler Endowed in Agricultural Biotechnology.
Va defensar la biotecnologia agrícola com ho va fer amb els pesticides en dècades anteriors: públicament, amb coneixements i sempre malgrat les fortes crítiques.
Borlaug va treballar a la facultat de la Universitat de Minnesota, la Universitat d'Iowa, la Universitat de Cornell i la Universitat A&M de Texas. Borlaug va romandre a A&M fins a la seva mort el setembre de 2009.

## Treballs per la millora de la producció agrícola
El 1944, es traslladà fins a Mèxic, com a fitopatòleg associat a aquest programa. El 1945, es traslladà a l'estat mexicà de Sonora i específicament a la Vall del Yaqui, on va fer estudis sobre el blat i pràctiques agronòmiques.

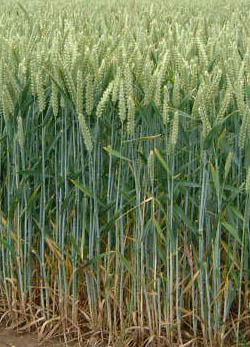
Camp de blat

En els primers anys del programa, Borlaug i els seus companys de treball, José Rodríguez V, Benjamín Ortega, Leonel Robles, Roberto Osoyo Alcalá, Raúl Mercado, Alfredo Campos, Ignacio Narváez, entre d'altres, van enfocar els seus esforços a descobrir els motius de les males collites en els camps de blat, observant l'aparició de les royas com a responsables de la destrucció del blat. El 1948 van desenvolupar varietats de blat (Kentana, Yaqui i Mayo) resistents a les royas i van difondre noves pràctiques agronòmiques per a millorar-ne la producció.
Després que Mèxic va arribar a l'autosuficiència en blat el 1956, el grup de científics que va participar amb ell a Sonora, va obtenir un assoliment d'una enorme transcendència: el desenvolupament de varietats nanes de blat, d'alt rendiment, àmplia adaptació, resistents a malalties i amb alta qualitat industrial, alliberades per primera vegada l'any 1962. Amb aquestes varietats, Mèxic va incrementar notablement la seva producció. En poc temps, molts països es van beneficiar amb les noves varietats i la tecnologia que es va desenvolupar a Mèxic. Estats com l'Índia, Pakistan, Turquia, Tunísia, Espanya i la República Popular de la Xina s'han beneficiat d'aquestes llavors.
El 1970, Norman E. Borlaug fou recompensat amb el Premi Nobel de la Pau, pels seus treballs en la millora del rendiment de la producció del blat i fer-lo més accessible a la població. Va col·laborar en la creació del Centre Internacional de Millorament de Blat de moro i Blat (CIMMYT) i del Centre d'Investigacions Agrícoles del Nord-oest, actualment Centre d'Investigació Regional del Nord-oest (CIRNO) dependent de l'Institut Nacional d'Investigacions Forestals, Agrícola i Pecuàries (INIFAP), que al seu torn depèn de la Secretaria d'Agricultura, Desenvolupament Rural, Ramaderia, Pesca i Alimentació del Govern de Mèxic (SAGARPA).